# Erynnis
Erynnis is een geslacht uit de familie Hesperiidae (dikkopjes). 

## Soorten
- Erynnis afranius (Lintner, 1878)
- Erynnis baptisiae (Forbes, 1936)
- Erynnis brizo (Boisduval & Le Conte, 1837)
- Erynnis funeralis (Scudder & Burgess, 1870)
- Erynnis horatius (Scudder & Burgess, 1870)
- Erynnis icelus (Scudder & Burgess, 1870)
- Erynnis juvenalis (Fabricius, 1793)
- Erynnis lucilius (Scudder & Burgess, 1870)
- Erynnis martialis (Scudder, 1869)
- Erynnis marloyi (Boisduval, 1834) - zwartbruin dikkopje
- Erynnis mercurius (Dyar, 1926)
- Erynnis montanus (Bremer, 1861)
- Erynnis meridianus Bell, 1927
- Erynnis pacuvius (Lintner, 1878)
- Erynnis pathan Evans, 1949
- Erynnis pelias (Leech, 1891)
- Erynnis persius (Scudder, 1863)
- Erynnis popoviana Nordmann, 1851
- Erynnis propertius (Scudder & Burgess, 1870)
- Erynnis scudderi (Skinner, 1914)
- Erynnis tages (Linnaeus, 1758) - bruin dikkopje
- Erynnis telemachus Burns, 1960
- Erynnis tristis (Boisduval, 1852)
- Erynnis zarucco (Lucas, 1857)